# Peter Doyle (ator)
Peter Doyle (nascido em 8 de julho de 1963) é um dublador norte-americano que forneceu vozes no anime e nos jogos eletrônicos. É bem conhecido por atuar em Eureka Seven como Dominic Sorel.